# Verordnung (EU) 2015/760 (ELTIF)
Die  Verordnung (EU) 2015/760 ELTIF, Langname Verordnung (EU) 2015/760 des Europäischen Parlaments und des Rates vom 29. April 2015 über europäische langfristige Investmentfonds, ist eine EU-Verordnung, die den Rechtsrahmen für europäische langfristige Investmentfonds festlegt.
Über die Abkürzung ELTIF für die englische Bezeichnung European long-term investment funds hat auch die Kurzbezeichnung ELTIF bzw. ELTIF-Verordnung weite Verbreitung innerhalb der deutschen Finanzbranche gefunden.
Die Idee der EU war, mehr Marktteilnehmern den Zugang zu Investitionen in Infrastrukturprojekte sowie in außerbörslich gehandelten Unternehmensbeteiligungen zu ermöglichen.

## Aufbau der Verordnung
Der Rechtsakt besteht aus 7 Kapiteln, die 38 Artikel umfassen:
1. Allgemeine Bestimmungen
2. Verpflichtungen in Bezug auf die Anlagepolitik von ELTIF
3. Rücknahme von, Handel mit und Ausgabe von Anteilen an einem ELTIF sowie Ertragsausschüttung und Kapitalrückzahlung
4. Transparenzanforderungen
5. Vertrieb von Anteilen an ELTIF
6. Aufsicht
7. Schlussbestimmungen

## Marktentwicklung
Bis 2022 wurden lediglich 23 ELTIFs aufgelegt.
Die aktuell zugelassenen ELTIFs können bei der ESMA eingesehen werden.
Nachdem die EU-Kommission erkannt hatte, dass die Entwicklung der ELTIFs schleppend verlief, hat sie im November 2021 umfangreiche Änderungen vorgeschlagen:
„Mit der heute vorgelegten Überarbeitung wird die Attraktivität europäischer langfristiger Investmentfonds für Anleger erhöht und ihre Rolle als ergänzende Finanzierungsquelle für EU-Unternehmen gestärkt. Außerdem wird es Kleinanlegern erleichtert, in solche Investmentfonds zu investieren, insbesondere durch die Abschaffung der Mindestinvestitionsschwelle von 10.000 Euro bei gleichzeitiger Gewährleistung eines starken Anlegerschutzes.“
Durch die „ELTIF 2.0“-Reform bzw. „ELTIF-Novellierung“, die durch die Verordnung (EU) 2023/606 vom 15. März 2023 erfolgte, wurden die Rahmenbedingungen erheblich gelockert, so dass per 30. Juni 2025 mittlerweile 196 ELTIFs existieren.
| Land          | Aufsicht                                                 | ELTIFs |
| ------------- | -------------------------------------------------------- | ------ |
| Luxemburg     | Commission de Surveillance du Secteur Financier (CSSF)   | 124    |
| Frankreich    | Autorité des marchés financiers (AMF)                    | 38     |
| Italien       | Commissione Nazionale per le Società e la Borsa (CONSOB) | 13     |
| Irland        | Central Bank of Ireland                                  | 15     |
| Spanien       | Comisión Nacional del Mercado de Valores (CNMV)          | 2      |
| Deutschland   | Bundesanstalt für Finanzdienstleistungsaufsicht (BaFin)  | 2      |
| Liechtenstein | Finanzmarktaufsicht Liechtenstein (FMA)                  | 1      |
| Niederlande   | Autoriteit Financiële Markten (AFM)                      | 1      |
Am 25. Oktober 2024 wurde der RTS zu ELTIF 2.0 veröffentlicht, der u. a. Details zu Haltedauern, Kündigungsfristen, Liquiditäts-Management und Liquiditätsmanagementtool enthält. Er ist einen Tag nach der Veröffentlichung - also am 26. Oktober 2024 - in Kraft getreten.